# Crna udovica
 Ovo je glavno značenje pojma Crna udovica. Za druga značenja pogledajte Crna udovica (razdvojba).
Crna udovica spada u porodicu Theridiidae. Bliži srodnici iz roda Latrodectus rasprostranjeni su na svim kontinentima. Spada među najpoznatije i najotrovnije paukove na svijetu.
Na području Europe rasprostranjena je vrsta Letrodectus tredecimguttatus Rossi. Pronađena je i u našim krajevima na području Istre, Hrvatskog primorja, Dalmacije, u Bosni i Hercegovini na područjima Trebinja, Mostara i Širokog Brijega te jadranskih otoka. U literaturi se prvi put spominje 1774.g. u djelu Alberta Fortisa "Put po Dalmaciji" ("VIaggio in Dalmazia"). Opisana je kao pjegavi pauk kratkih nogu, na Korzici poznat kao malmignatto (malminjat). 
1948. do 1965.g. zabilježena je masovna pojava crnih udovica na čitavom Jadranu, a po broju ujeda, posebno velika koncentracija bila je oko Pule i Poreča.
Latinski naziv crne udovice potječe od riječi lathrodektos (grč. potajni ujedač, latinizirana verzija latrodectus) kojoj je dodan pridjev tredecimguttatus (lat. tridecim - trinaest, lat. gutta - pjege) - trinaest pjega. 
Crna udovica je pauk s hitinskim pokrovom čija boja varira od svijetlo bjelkaste do baršunasto crne. Na zatku mogu imati od 0 do 17 najčešće crvenih pjega koje čine ovog pauka prepoznatljivim. Međusobno se razlikuju po različitom rasporedu i obliku pjega, a boja im se mijenja ovisno o starosti. Dok su crne udovice mlade, pjege su bijele, a kako rastu počinje se pojavljivati u sredini pjege narančasta mrlja. Ona se postepeno širi i tamni. Kod ženke pjega potupno pocrveni, a u mužjaka ostane bijeli obrub oko pjege. Postoji seksualni dimorfizam između ženke i mužjaka. Mužjak je puno manji, od 3 do 5 mm, a ženka naraste od 1 do 2 cm. 
Glavopršnjak (cefalotoraks) pauka je ovalan i plosnat, malo duži nego širi, dok je abdomen puno veći i okruglast. Na glavopršnjaku se nalaze šuplje helicere obrasle dlačicama koje imaju trnasti završetak i oči u prednjem, stražnjem i latoralnom redu. Mužjaci imaju i kitnjaste palpe koje koriste pri udvaranju ženki. Postoje naznake da lupkanjem palpama po mreži mužjak omamljuje ženku i čini je manje opasnom za vrijeme oplodnje.
Imaju dvije otrovne vrećice u obliku slova S, 2 mm duge i 0.5 mm široke. Položene su dorsalno i pričvršćene za hitinski oklop na glavopršnjaku. Svijetle su, bjelkasto prozirne boje. Otrovni aparat sastoji se još od helicera (šupljih štipaljki) i izvodnih kanala. Otrovne žlijezde su izvodnim kanalima povezane s helicerama. Stijenka žlijezde ima mišiće, kad se oni stisnu, istiskuju otrov koji izvodnim kanalima dolazi do helicera. Pomoću njih crna udovica ubrizgava otrov u svoju žrtvu, a može i regulirati količinu izlučenog otrova. Nakon što umrtvi žrtvu otrovom, ona izlučuje slinu koja sadrži enzime za razgradnju. Neki od tih enzima su tripsin (iz pankreasa), lipaza, dijastaza, himosin i proteinaza (enzim koji razgrađuje i biljne bjelančevine). 
Mužjak i ženka su istovremeno spolno zreli. Mužjak pleše ljubavnu igru oko ženke. Ako ga ženka prihvati dolazi do parenja, u protivnom ženka pokuša napasti i pojesti mužjaka. Ženka leže jaja u kokone  (do 400 jaja u jednoj kokoni) koje stavlja na zaklonjeno mjesto u mreži (ispod kamena, trave, zemlje itd.). Krajem svibnja mali pauci počinju izlaziti iz kokone. U početku žive svi u istoj mreži i hrane se uglavnom kanibalistički (nemoćniji paučići završavaju kao hrana jačih). U početku im je tijelo smeđe s bijelim pjegama, a kasnije počinje tamniti i pjege postaju crvenije. Kada mladi izađu iz mreže, potraže novu lokaciju i ispletu vlastitu mrežu. Mreža im je u početku tanka i slaba, a kasnije izgrađena od čvrstih niti paučine. 
Crna udovica ima i različite prirodne neprijatelje. Najosjetljivije su kokone koje uništavaju kukci i muhe koji parazitiraju na njima, ose najeznice, gljivice i različiti kukci.
Crna udovica ima oko 0.02-0.03 mg suhog otrova. Otrov je bijela bistra tekućina koja sadrži toksalbumine i lipoproteine. Toksičnost tog otrova varira prema godišnjem dobu; hladnoća smanjuje toksičnost otrova jer ga pretvara u kiselinu. 15 je puta jači od otrova čegrtuše, jači je i od otrova kobre, poskoka i velike većine drugih vrlo opasnih zmija. Djeluje na središnji živčani sustav i brzo se širi po tijelu. Za analizu se dobiva tako da crne udovice ujedu vatu, vađenjem iz helicera ili električnim pražnjenjem.
Mlade mačke, štakori i miševi su najosjetljiviji na taj otrov, jako djeluje na konje i deve, na čovjeka srednje, a na psa ne djeluje. Kod ljudi, otrov crne udovice izaziva jaku bol u limfnim čvorovima, dehidriranost, pretjerano znojenje, grčenje, bol u svim dijelovima tijela, javlja se porast ili pad tjelesne temperature, pad tjelesne težine, crvenilo, osjećaj sitosti, mučnine, strah od smrti. Drugi dan se bol seli u noge i bolesnik osjeća da mu noge gore. Najbolje liječenje protiv ugriza crne udovice jest kombinirana uporaba seruma s kalcijem. 10-20 minuta nakon dobivanja seruma osjeća se olakšanje, a nakon 3 sata slijedi potpuno ozdravljenje.